# Utländsk arbetskraft
Utländsk arbetskraft är den del av arbetskraften i ett land som består av arbetare och tjänstemän som är medborgare i ett annat land än det de arbetar i. De utgörs av bland annat arbetskraftsmigranter (exempelvis i restaurang- och städbranscherna), utstationerade (byggbranschen), säsonganställda (bärplocknings- och skogsplanteringsbranscherna) och asylsökande. Länder reglerar denna del av arbetskraften olika.
Kritik som riktats mot användandet av utländsk arbetskraft är att arbetsgivarna, i händelse av att de inte följer lokala kollektivavtal eller inte har kollektivavtal alls, på så sätt kan åstadkomma lönedumpning på arbetsmarknaden inom vilken de verkar.
Den utländska arbetskraften i arbetaryrken är också den som oftast utsätts för arbetskraftsexploatering och arbetslivskriminalitet av oseriösa arbetsgivare inom bland annat bygg-, städ- och bärplockningsbranscherna. En del kan räknas till prekariatet, exempelvis cykelbud med osäkra anställningsförhållanden.  
Problemet förvärras av osund konkurrens och att lägsta pris ofta vinner vid upphandlingar. Vidare känner många utländska arbetare inte till sina rättigheter på arbetsmarknaden, bland annat på grund av språksvårigheter.